# Marnay (Haute-Saône)
Marnay település Franciaországban, Haute-Saône megyében. Lakosainak száma 1527 fő (2022. január 1.). Marnay Avrigney-Virey, Burgille, Ruffey-le-Château, Brussey, Chenevrey-et-Morogne és Cult községekkel határos.

## Népesség
A település népességének változása:
| Lakosok száma | 1416 | 1464 | 1507 | 1481 | 1495 | 1508 | 1522 | 1525 | 1527 |
|               | 2013 | 2015 | 2016 | 2017 | 2018 | 2019 | 2020 | 2021 | 2022 |